# Fernando León de Vivero
Fernando León de Vivero (Ica, 10 de mayo de 1906-Lima,  26 de enero de 1990) fue un abogado y político peruano. Miembro del Partido Aprista Peruano, del que fue Secretario General de 1979 a 1982. Fue elegido Diputado en 1945, 1963 y 1985. Presidió la Cámara de Diputados en cinco oportunidades: 1945-1946, 1947-1948, 1963-1964, 1986-1987 y 1989-1990. Fue, además, diputado constituyente de 1978  a 1979.

## Biografía
Fernando León de Vivero fue hijo del educador Fernando León Arechua y María Amalia de Vivero Ugarte. Realizó sus estudios escolares en el Colegio San Luis Gonzaga de su ciudad natal y los culminó en el Colegio Nuestra Señora de Guadalupe de Lima. Estudió Derecho, en la Universidad Nacional Mayor de San Marcos, graduándose de Bachiller en 1930 con su tesis “Algunos apuntes sobre la delincuencia infantil en el Perú”. Se recibió de abogado en 1931.
En 1931 ingresó al Partido Aprista Peruano y junto con sus correligionarios sufrió persecuciones y destierros, a lo largo de los gobiernos de Luis Sánchez Cerro, Óscar R. Benavides y Manuel Prado Ugarteche (primero). Se asiló en México, donde dirigió el comité de apristas desterrados y trabó amistad con León Trotski.

### Diputado (1945-1948)
En 1945 retornó al Perú y fue elegido diputado por Ica al Congreso de la República, en la lista del  Frente Democrático Nacional (alianza de partidos), el mismo que llevó a la presidencia de la República al doctor José Luis Bustamante y Rivero. Fue elegido presidente de su Cámara en dos legislaturas, en 1945 y 1947. 
En 1947, junto con otros miembros de su partido, participó en la elaboración del decreto referido a las 200 millas de mar territorial, expedido por el gobierno de Bustamante. 

### Exilio
Cuando su partido fue puesto fuera de la ley, acusado de organizar el motín del Callao del 3 de octubre de 1948, León de Vivero se asiló en la embajada de Cuba, junto con Pedro E. Muñiz Martínez y salió una vez más al destierro.
Vivió en Cuba y México, hasta que, con el retorno de la democracia en 1956, volvió al Perú. 

### Diputado (1963-1968)
Nuevamente fue elegido diputado por Ica, para el periodo 1963-1969, y al igual que en 1945, le tocó presidir su Cámara durante la inauguración de un nuevo gobierno democrático, esta vez representado por el primero de Fernando Belaúnde Terry.

Vaya una anécdota para la historia del antiaprismo: al ingresar al Palacio Legislativo, León de Vivero se da con la sorpresa de que no se le rinden los honores militares de rigor. Llama al jefe más próximo y le increpa esa omisión, con la energía de costumbre. Ante la negativa o las vacilaciones que se le dan como respuesta, León de Vivero informa tranquilamente que, si no se le rinden honores, no instalará la Cámara de Diputados. Entonces, no se instalará el Congreso. Belaunde no podrá jurar. Claro está que, de inmediato, se rinden a León de Vivero los honores que tenían que rendírsele.
Enrique Chirinos Soto

 Su periodo parlamentario se frustró por el golpe de Estado de 1968.

### Constituyente
En 1978 fue elegido congresista de la Asamblea Constituyente, en donde integró la Comisión Principal de Constitución, la Comisión de Redacción y la Comisión de Fuerza Pública y Defensa Nacional, la cual presidió. Gran parte de su trabajo en estas comisiones lo invertía en las exposiciones de especialistas de las Universidades, Institutos Armados, Fuerzas Policiales y de otras instituciones.

### Diputado (1980-1990)
En 1979 asumió la secretaria general de su partido, que ejerció hasta 1982, siendo sucedido por Alan García Pérez. Por tercera vez fue elegido diputado por Ica, para el periodo 1985-1990, llegando a ser presidente de su cámara en las legislaturas de 1986 y 1989. 
Falleció en la ciudad de Lima el 26 de enero de 1990, cuando desempeñaba, por quinta vez, la Presidencia de la Cámara de Diputados.

## Obras
- Avance del imperialismo fascista en el Perú (México, 1938)
- El tirano quedó atrás (México, 1950), relato testimonial sobre su experiencia bajo la dictadura de Odría.
- Aquí en el Perú (Lima, 1970).